# Церковь Николая Чудотворца (Еганово)
Церковь Николая Чудотворца — приходской храм Подольской епархии Русской православной церкви в селе Еганово Ступинского района, Московской области построенный в середине XIX века. Здание храма является объектом культурного наследия и находится под охраной государства. В настоящее время храм действует, ведутся богослужения.

## История строительства храма

Общий вид

В 1578 году село Еганово, которое расположилось на реке Реуте было патриаршим. В то время здесь находилась деревянная церковь во имя святителя Николая Чудотворца. По легенде князь Димитрий Донской, победно возвращаясь с Куликова поля, повелевал здесь срубить часовню для поминания воинов, павших в бою.
В 1745 году владельцем этого населённого пункта стал граф Г. Марков, по инициативе и на средства которого была возведена белокаменная Никольская церковь. Позже в храме были растесаны окна и сооружён придел во имя преподобных Петра Афонского и Онуфрия Великого.
В середине XIX веке граф А.А. Марков усовершенствовал строение храма, перестроив трапезную, апсиду и верхнюю часть здания.
В советское время церковь была закрыта, но поддерживалась в порядке. 

## Храм сегодня
В 1991 году строение церкви было передано верующим. Бывший директор совхоза "Красная заря" выразил инициативу храм восстановить. Остатки уникальных росписей были соскоблены. Белокаменные стены церкви и снаружи, и внутри были оштукатурены цементным раствором. Был возведён купол без барабана в виде среднеазиатской дыни, оббитый клочками оцинкованного железа. Крест, сваренный из широких полых труб, венчал купол. В строение беспрепятственно попадали осадки в виде дождя и снега.
Под руководством Марины Ивановны Алексеевой позже начались реставрационные работы по спасению строения. Цементная штукатурка была полностью снята с внутренней и наружной поверхности. Были освобождены первозданные проёмы над царскими вратами и над дьяконскими дверями, открыты малая и большая арки. Царские врата и дьяконские двери были заново изготовлены и расписаны. В стиле иконописца Дионисия роспись стала украшать стены храма в несколько ярусов. Настелены новые тёплые полы. 
Сгнивший старый купол, который находился в аварийном состоянии, был заменен на новый барабан и купол по проекту инженера-конструктора Владислава Турукина. Крест, яблоко и подзоры были выполнены из нержавейки. Арочные окна и стальные двери были изготовлены и вставлены. По периметру храма была устроена дренажная со стоками система. 
В 2008 году произведена повторная реставрация фасада храма и паперти, был утеплён стакан под барабаном купола.
Никольский храм является памятником архитектуры регионального значения на основании Постановления Совета Министров РСФСР № 1327 от 30.08.1960 года. 